# Arvo Haavisto
Arvo Haavisto (n. 7 martie 1900, Ilmajoki, Marele Principat al Finlandei, Imperiul Rus – d. 22 aprilie 1977, Ilmajoki, Vaasa Province⁠(d), Finlanda) a fost un arbitru ce a reprezentat Finlanda, medaliat olimpic. A participat la 2 ediții ale Jocurilor Olimpice (1924, 1928) în care a câștigat o medalie de aur și o medalie de bronz.